# 1138
Năm 1138 trong lịch Julius.

## Mất
Lý Thần Tông (vua thứ 5 nhà Lý) ở Đại Việt. Mất ngày 31 tháng 10